# Records d'Europe espoirs d'athlétisme

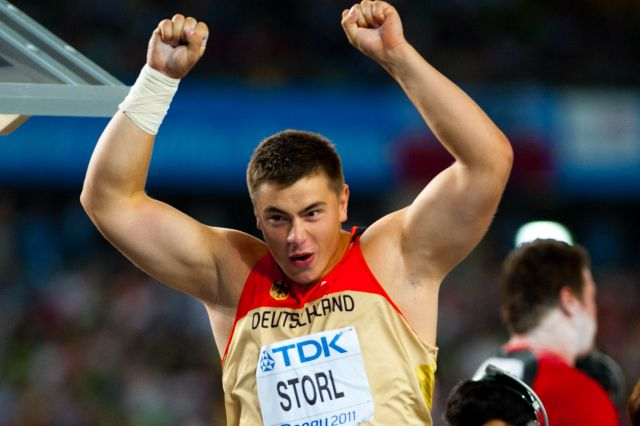
David Storl établit un nouveau record d'Europe espoir du lancer du poids en septembre 2011 lors des championnats du monde de Daegu.

Les records d'Europe espoirs d'athlétisme sont régis par l'Association européenne d'athlétisme (AEA). Ils constituent les meilleures performances européennes des athlètes âgés de moins de vingt-trois ans.

## Records d'Europe espoirs

### Hommes
| Discipline | Performance      | Athlète                | Lieu        | Date              | Réf.  |
| --- | ---------------- | ---------------------- | ----------- | ----------------- | ----- |
| 100 m | 9 s 92           | Christophe Lemaitre    | Albi        | 29 juillet 2011   | [ 1 ] |
| 200 m | 19 s 80          | Christophe Lemaitre    | Daegu       | 2 septembre 2011  |       |
| 400 m | 44 s 33          | Thomas Schönlebe       | Rome        | 3 septembre 1987  |       |
| 800 m | 1 min 42 s 47    | Yuriy Borzakovskiy     | Bruxelles   | 24 août 2001      |       |
| 1 000 m | 2 min 15 s 31    | Pierre-Ambroise Bosse  | Ostrava     | 17 juin 2014      |       |
| 1 500 m | 3 min 28 s 32    | Jakob Ingebrigtsen     | Tokyo       | 7 août 2021       |       |
| Mile | 3 min 47 s 24    | Jakob Ingebrigtsen     | Eugene      | 21 août 2021      |       |
| 3 000 m | 7 min 27 s 05    | Jakob Ingebrigtsen     | Rome        | 17 septembre 2020 |       |
| 5 000 m | 12 min 48 s 45   | Jakob Ingebrigtsen     | Florence    | 10 juin 2021      |       |
| 10 000 m | 27 min 24 s 09   | Ali Kaya               | Mersin      | 2 mai 2015        |       |
| 10 kilomètres (route) | Record à établir |                        |             |                   |       |
| Semi-marathon | 1 h 00 min 09 s  | Julien Wanders         | Barcelone   | 11 février 2018   |       |
| Marathon | Record à établir |                        |             |                   |       |
| 3 000 m steeple | 8 min 10 s 83    | Günther Weidlinger     | Séville     | 21 août 1999      |       |
| 110 m haies | 12 s 97          | Ladji Doucouré         | Angers      | 15 juillet 2005   |       |
| 400 m haies | 47 s 64          | Karsten Warholm        | Berlin      | 9 août 2018       |       |
| Saut en hauteur | 2,42 m           | Patrik Sjöberg         | Stockholm   | 30 juin 1987      |       |
| Saut à la perche | 6,18 m           | Armand Duplantis       | Glasgow     | 15 février 2020   |       |
| Saut en longueur | 8,86 m           | Robert Emmiyan         | Tsakhkadzor | 22 mai 1987       |       |
| Triple saut | 17,98 m          | Teddy Tamgho           | New York    | 12 juin 2010      |       |
| Lancer du poids | 22,25 m          | Konrad Bukowiecki      | Chorzów     | 14 septembre 2019 |       |
| Lancer du disque | 70,35 m          | Kristjan Čeh           | Kuortane    | 26 juin 2021      |       |
| Lancer du marteau | 81,70 m          | Olli-Pekka Karjalainen | Lahti       | 16 juillet 2002   |       |
| Lancer du javelot | 90,20 m          | Max Dehning            | Halle       | 25 février 2024   |       |
| Décathlon | 8 691 points     | Niklas Kaul            | Doha        | 3 octobre 2019    |       |
| 11 s 27 (100 m), 7,19 m (longueur), 15,10 m (poids), 2,02 m (hauteur), 48 s 48 (400 m), 14 s 64 (110 m haies), 49,20 m (disque), 5,00 m (perche), 79,05 m (javelot), 4 min 15 s 70 (1 500 m) |                  |                        |             |                   |       |
| 10 000 m marche (piste) | 38 min 41 s 17   | Andriy Yurin           | Kiev        | 21 juin 2005      |       |
| 20 km marche | 1 h 17 min 16 s  | Vladimir Kanaykin      | Saransk     | 29 septembre 2007 |       |
| Relais 4 × 100 mètres | 38 s 70          | Allemagne              | Tallinn     | 11 juillet 2021   |       |
| Relais 4 × 400 mètres | 3 min 2 s 13     | Russie                 | Debrecen    | 15 juillet 2007   |       |

### Femmes
| Discipline | Performance        | Athlète                 | Lieu            | Date              | Réf.  |
| --- | ------------------ | ----------------------- | --------------- | ----------------- | ----- |
| 100 m | 10 s 88 (+2,0 m/s) | Marlies Oelsner         | Dresde          | 1er juillet 1977  |       |
| 200 m | 21 s 71            | Marita Koch             | Karl-Marx-Stadt | 10 juin 1979      |       |
| 200 m | 21 s 71            | Heike Drechsler         | Iéna            | 29 juin 1986      |       |
| 400 m | 48 s 60            | Marita Koch             | Turin           | 4 août 1979       |       |
| 800 m | 1 min 55 s 77      | Keely Hodgkinson        | Paris           | 9 juin 2023       |       |
| 1 000 m | 2 min 30 s 85      | Martina Kämpfert        | Berlin          | 9 juillet 1980    |       |
| 1 500 m | 3 min 56 s 05      | Sifan Hassan            | Monaco          | 17 juillet 2015   |       |
| Mile | 4 min 15 s 8       | Natalya Artyomova       | Leningrad       | 5 août 1984       |       |
| 3 000 m | 8 min 20 s 07      | Konstanze Klosterhalfen | Stanford        | 30 juin 2019      |       |
| 5 000 m | 14 min 24 s 68     | Elvan Abeylegesse       | Bergen          | 11 juin 2004      |       |
| 10 000 m | 30 min 26 s 41     | Yasemin Can             | Rio de Janeiro  | 12 août 2016      |       |
| 10 kilomètres (route) | 31 min 23 s        | Alina Reh               | Berlin          | 14 octobre 2018   |       |
| Semi-marathon | 1 h 08 min 45 s    | Jument Dibaba           | New-Delhi       | 1er novembre 2009 |       |
| Marathon | 2 h 30 min 50 s    | Uta Pippig              | Leipzig         | 20 juin 1987      |       |
| 3 000 m steeple | 9 min 13 s 46      | Anna Emilie Møller      | Doha            | 30 septembre 2019 |       |
| 100 m haies | 12 s 40 (+0,8 m/s) | Ditaji Kambundji        | Rome            | 8 juin 2024       | [ 2 ] |
| 400 m haies | 52 s 03            | Femke Bol               | Tokyo           | 4 août 2021       |       |
| Saut en hauteur | 2,09 m             | Stefka Kostadinova      | Rome            | 30 août 1987      |       |
| Saut à la perche | 4,92 m             | Yelena Isinbayeva       | Bruxelles       | 3 septembre 2004  |       |
| Saut en longueur | 7,45 m (+1,1 m/s)  | Heike Drechsler         | Tallinn         | 21 juin 1986      |       |
| Triple saut | 14,79 m (-0,7 m/s) | Anna Pyatykh            | Florence        | 21 juin 2003      |       |
| Lancer du poids | 22,53 m            | Natalya Lisovskaya      | Sotchi          | 27 mai 1984       |       |
| Lancer du disque | 73,36 m            | Irina Meszynski         | Prague          | 17 août 1984      |       |
| Lancer du marteau | 77,06 m            | Tatyana Lysenko         | Moscou          | 15 juillet 2005   |       |
| Lancer du javelot | 68,43 m            | Sara Kolak              | Lausanne        | 6 juillet 2017    |       |
| Heptathlon | 7 001 pts          | Carolina Klüft          | Paris           | 23 août 2003      |       |
| 13 s 18 (100 m haies), 1,94 m (hauteur), 14,19 m (poids), 22 s 98 (200 m), 6,68 m (longueur), 49,90 m (javelot), 2 min 12 s 12 (800 m) |                    |                         |                 |                   |       |
| 20 km marche | 1 h 25 min 2 s     | Elena Lashmanova        | Londres         | 11 août 1912      |       |
| Relais 4 × 100 mètres | 42 s 09            | Allemagne de l'Est      | Turin           | 4 août 1979       |       |
| Relais 4 × 400 mètres | 3 min 26 s 58      | Russie                  | Debrecen        | 15 juillet 2007   |       |